# Ulko-Penkki
Ulko-Penkki är en klippa i Finland.   Den ligger i landskapet Mellersta Österbotten, i den centrala delen av landet, 500 km norr om huvudstaden Helsingfors.
Terrängen runt Ulko-Penkki är mycket platt. Runt Ulko-Penkki är det glesbefolkat, med 12 invånare per kvadratkilometer. Närmaste större samhälle är Himango, 17,7 km söder om Ulko-Penkki. 